# John Cashman Memorial
John Cashman Memorial är ett årligt travlopp för treåriga och äldre som körs under Hambletonianhelgen i augusti varje år på Meadowlands Racetrack. Förstapris i loppet är cirka 140 000 amerikanska dollar.
Loppet kördes för första gången 1981, då under namnet Nat Ray Trot. 2013 fick loppet sitt nuvarande namn.

## Vinnare
| År   | Häst              | Land    | Tid    | Efter             | Kusk              | Tvåa              | Trea               |
| ---- | ----------------- | ------- | ------ | ----------------- | ----------------- | ----------------- | ------------------ |
| 2024 | Jiggy Jog         | USA     | 1:49.2 | Walner            | Dexter Dunn       | Southwind Tyrion  | Chapercraz         |
| 2023 | It's Academic     | USA     | 1:51.2 | Uncle Peter       | David Miller      | Venerate          | Southwind Tyrion   |
| 2022 | Alrajah One       | Italien | 1:50.3 | Maharajah         | Dexter Dunn       | Ecurie D.         | Lovedbythemasses   |
| 2021 | Manchego          | USA     | 1:50.3 | Muscle Hill       | Dexter Dunn       | Beads             | Lindy the Great    |
| 2020 | Gimpanzee         | USA     | 1:50.0 | Chapter Seven     | Brian Sears       | Lindy the Great   | Soul Strong        |
| 2019 | Crystal Fashion   | USA     | 1:50.0 | Cantab Hall       | David Miller      | Guardian Angel As | Six Pack           |
| 2018 | Marion Marauder   | USA     | 2:06.0 | Muscle Hill       | Scott Zeron       | Will Take Charge  | Hannelore Hanover  |
| 2017 | Resolve           | USA     | 2:04.2 | Muscle Hill       | Åke Svanstedt     | Marion Marauder   | Lookslikeachpndale |
| 2016 | Resolve           | USA     | 1:50.2 | Muscle Hill       | Åke Svanstedt     | Obrigado          | Flanagan Memory    |
| 2015 | Flanagan Memory   | Kanada  | 2:05.4 | Kadabra           | Brian Sears       | Gural Hanover     | Obrigado           |
| 2014 | Sebastian K.      | Sverige | 1:50.0 | Korean            | Åke Svanstedt     | Market Share      | Archangel          |
| 2013 | Sevruga           | USA     | 1:50.4 | S.J.'s Caviar     | Andy Miller       | Mister Herbie     | Uncle Peter        |
| 2012 | Chapter Seven     | USA     | 1:50.1 | Windsong's Legacy | Tim Tetrick       | Mister Herbie     | Daylon Magician    |
| 2011 | San Pail          | USA     | 1:50.4 | San Pellegrino    | Randy Waples      | Arch Madness      | Lucky Jim          |
| 2010 | Slave Dream       | USA     | 1:52.0 | Pearsall Hanover  | John Campbell     | Enough Talk       | Reven d'Amour      |
| 2009 | Lucky Jim         | USA     | 1:50.1 | S.J.'s Photo      | Andy Miller       | Glen Kronos       | Gift Kronos        |
| 2008 | Misterizi         | USA     | 1:51.0 | Mr Lavec          | Tim Tetrick       | Arch Madness      | Enough Talk        |
| 2007 | Corleone Kosmos   | USA     | 1:51.2 | S.J.'s Photo      | John Campbell     | Equinox Bi        | San Remo Kosmos    |
| 2006 | Sand Vic          | USA     | 1:51.3 | Mr Vic            | Brian Sears       | Ripped            | Smooth Muscles     |
| 2005 | Hellava Hush      | USA     | 1:51.0 | Lindy Lane        | Cat Manzi         | Sand Vic          | Elegant Man        |
| 2004 | Revenue           | Sverige | 1:53.0 | Rêve d'Udon       | Lutfi Kolgjini    | Hez Striking      | HP Paque           |
| 2003 | Rotation          | USA     | 1:52.3 | Balanced Image    | Trevor Ritchie    | HP Paque          | Fool's Goal        |
| 2002 | Victory Tilly     | Sverige | 1:50.4 | Quick Pay         | Stig H. Johansson | Fool's Goal       | Plesac             |
| 2001 | Fool's Goal       | USA     | 1:53.0 | Armbro Goal       | Jack Moiseyev     | Dr Ronerail       | Dream Vacation     |
| 2000 | Moni Maker        | USA     | 1:52.1 | Speedy Crown      | Wally Hennessey   | Nikki Cole Cole   | Raffaello Ambrosio |
| 1999 | Magician          | USA     | 1:52.4 | Royal Prestige    | David Miller      | Supergrit         | Georgia Limited    |
| 1998 | Moni Maker        | USA     | 1:52.4 | Speedy Crown      | Wally Hennessey   | Glorys Comet      | Super High Test    |
| 1997 | Moni Maker        | USA     | 1:52.2 | Speedy Crown      | Wally Hennessey   | Georgia Limited   | Wesgate Crown      |
| 1996 | Oaklea Count      | USA     | 1:52.1 | Dream of Glory    | Ron Waples        | B Cor Pete        | Goodtimes          |
| 1995 | S.J.'s Photo      | USA     | 1:53.0 | Photo Maker       | David Wade        | Night Court Dan   | Golly Too          |
| 1994 | Pine Chip         | USA     | 1:52.4 | Arndon            | John Campbell     | S.J.'s Photo      | Meadowbranch Hans  |
| 1993 | Giant Force       | USA     | 1:54.2 | Meadow Road       | John Patterson Jr | Sirocco Spur      | Worldly Woman      |
| 1992 | Furman            | USA     | 1:54.3 | Joie de Vie       | Jack Moiseyev     | No Sex Please     | Honkin Hanover     |
| 1991 | Florida Jewel     | USA     | 1:54.0 | Crysta's Crown    | John Campbell     | Bold Herbert      | Peach Pit          |
| 1990 | Alfresco          | USA     | 1:57.0 | Arndon            | Ron Waples        | Prince Mystic     | Kerry’s Crown      |
| 1989 | Chadwick Hanover  | USA     | 1:56.3 | Florida Pro       | Paul Spears       | Free Token        | Super Speedy       |
| 1988 | Mack Lobell       | USA     | 1:55.1 | Mystic Park       | John Campbell     | Go Get Lost       | Armbro Fling       |
| 1987 | Sugarcane Hanover | USA     | 1:55.1 | Florida Pro       | Ron Waples        | Britelite Lobell  | Express Ride       |